# Bhartryhari
Bhartryhari (dewanagari भर्तृहरि, trl. bhartṛhari,  ang. Bhartrihari) – filozof, poeta indyjski z VI–VII wieku. 

## Życiorys
Najprawdopodobniej był mnichem buddyjskim, który siedem razy powracał do życia świeckiego. Był pierwszym indyjskim poetą, którego dzieło zostało przetłumaczone w Europie (pierwsze tłumaczenie na język francuski).

## Dzieła
Bhartryhari to autor traktatu Wakjapadija (trl. Vākyapadīya, Traktat o wyrazach i zdaniach) oraz komentarza do dzieła Mahabhaszja Patańdźalego. Napisał też traktat Śatakatrajam składający się z kilku części: o miłości i wyzwoleniu, o przyjemnościach, o polityce i o umartwieniu religijnym.

## Edycje dzieł
- Wilhelm Rau, Bhartṛharis Vākyapadīya / die mūlakārikās nach den Handschriften hrsg. und mit einem pāda-Index versehen, Wiesbaden : Steiner, 1977, Abhandlungen für die Kunde des Morgenlandes 42,4
- Wilhelm Rau, Bhartṛharis Vākyapadīya II : Text der Palmblatt-Handschrift Trivandrum S.N. 532 (= A), Stuttgart : Steiner, 1991, Abhandlungen der Geistes- und Sozialwissenschaftlichen Klasse, Akademie der Wissenschaften und der Literatur Nr. 7, ISBN 3-515-06001-4
- M.R. Kāle Nīti and Vairāgya Śatakas of Bhartṛhari, Motilal Banarsidass, ISBN 81-208-0642-5
- B. Hale, The Śatakas of Bhartṛihari, London : Trübner, 1886, repring Routledge 2000, ISBN 0-415-24510-9

## Literatura dodatkowa
- K. Raghavan Pillai (trans.), Bhartrihari. The Vâkyapadîya, Critical texts of Cantos I and II with English Translation Delhi: Motilal Banarsidass, 1971.
- Coward, Harold G., The Sphota Theory of Language: A Philosophical Analysis, Delhi: Motilal Banarsidass, 1980.
- Herzberger, Radhika, Bhartrihari and the Buddhists, Dordrecht: D. Reidel/Kluwer Academic Publishers, 1986.
- Houben, Jan E.M., The Sambanda Samuddesha and Bhartrihari's Philosophy of Language, Groningen: Egbert Forsten, 1995.
- Iyer, Subramania, K.A., Bhartrihari. A Study of Vâkyapadîya in the Light of Ancient Commentaries, Poona: Deccan College Postgraduate Research Institute, 1969, reprint 1997.
- Shah, K.J., "Bhartrihari and Wittgenstein" in Perspectives on the Philosophy of Meaning (Vol. I, No. 1. New Delhi.)1/1 (1990): 80-95.
- Saroja Bhate, Johannes Bronkhorst (eds.), Bhartṛhari - philosopher and grammarian : proceedings of the First International Conference on Bhartṛhari, University of Poona, January 6-8, 1992, Motilal Banarsidass Publishers, 1997, ISBN 81-208-1198-4
- Patnaik, Tandra, Śabda : a study of Bhartrhari’s philosophy of language, New Delhi : DK Printworld, 1994, ISBN 81-246-0028-7.
- Maria Piera Candotti, Interprétations du discours métalinguistique : la fortune du sūtra A 1 1 68 chez Patañjali et Bhartṛhari, Kykéion studi e testi. 1, Scienze delle religioni, Firenze University Press, 2006, Diss. Univ. Lausanne, 2004, ISBN 978-88-8453-452-1